# يان براون (صحفي)
يان براون هو صحفي ومؤلف كندي، ولد في 1954.

## وصلات خارجية
- الموقع الرسمي